# КВ-2
КВ-2 — радянський важкий штурмовий танк початку німецько-радянської війни. Абревіатура КВ означає «Климент Ворошилов» — офіційна назва серійних радянських важких танків випуску 1940–1943 рр., названих на честь  військового і політичного діяча Климента Ворошилова. Індекс 2 означає другу модель в серії танків КВ.
Машину розроблено конструкторським бюро Ленінградського Кіровського заводу (ЛКЗ) в січні 1940 року через гостру потребу Червоної армії в добре захищеному танку з потужним озброєнням для боротьби з фортифікаціями лінії Маннергейма під час радянсько-фінської війни 1939 — 1940 рр.
Місяць потому КВ-2 був офіційно прийнятий на озброєння і серійно випускався на ЛКЗ до жовтня 1941 року включно. Причиною зняття з виробництва стали відразу кілька факторів: матеріаломісткість і низька надійність танка, тимчасова відсутність потреби армії в такого роду машинах, евакуація ЛКЗ і загальне припинення випуску танків в Ленінграді після замикання блокадного кільця. Усього на ЛКЗ побудовано 334 танки КВ-2, які активно застосовувалися в бойових діях 1941 року і тоді ж були практично всі втрачені.

## Конструкція
Броньований корпус танка зварювався з катаних броньових плит товщиною 75, 40, 30 і 20 мм. Броньований захист рівноміцний (Бронеплити з товщиною, відмінної від 75 мм, використовувалися тільки для горизонтального бронювання машини), протиснарядний. Броньовані плити лобової частини машини встановлювалися під раціональними кутами нахилу. Башта серійних КВ-2 випускалася в двох варіантах: первісна установка МТ-1 і пізніша «знижена» башта меншої маси. Зовні ці два типи башт легко розрізнити за їхньою лобовою частиною: башта МТ-1 має похилі виличні бронеплити, а «знижений» варіант — вертикальні. Обидва варіанти башт зварювалися з катаних бронеплит, їхня товщина броні дорівнювала 75 мм. «Знижена» модифікація башти поряд зі своїми кормовими дверцятами мала кульову установку кулемета ДТ. Башта встановлювалася на погон діаметром 1535 мм на броньований дах бойового відділення та фіксувалася захватами щоб уникнути звалювання при сильному крені або перекиданні танка. Кутомірне коло башти розмічалося в тисячних для стрільби з закритих позицій.
Механік-водій розташовувався по центру в передній частині бронекорпуса танка, ліворуч від нього знаходилося робоче місце стрільця-радиста. Чотири члени екіпажу розташовувалися у башті: зліва від гармати були місця навідника і заряджаючого, а праворуч — командира танка і помічника заряджаючого. Посадка і вихід екіпажу проводилися через кормові дверцята башти і два круглих люка: один у башті на місці командира і один в корпусі на місці стрільця-радиста. Корпус також мав люк в днищі для аварійного покидання екіпажем танка і ряд люків, лючків і технологічних отворів для навантаження боєкомплекту, доступу до горловини паливних баків, інших вузлів і агрегатів машини.

### Двигун
КВ-2 оснащувався чотиритактним V-подібним 12-циліндровим дизельним двигуном В-2К потужністю 500 к. с. (382 кВт) при 1800 об/хв, згодом потужність двигуна довели до 600 к.  с. (441 кВт). Пуск двигуна забезпечувався стартером СТ-700 потужністю 15 к. с. (11 кВт) або стисненим повітрям з двох резервуарів ємністю 5 л в бойовому відділенні машини. КВ-2 мав щільну компоновку, при якій основні паливні баки об'ємом 600—615 л розташовувалися і в бойовому, і в моторно-трансмісійному відділеннях.

### Трансмісія
Танк КВ-2 оснащувався механічною трансмісією, до складу якої входили:
- багатодисковий головний фрикціон сухого тертя «сталі по феродо»;
- п'ятиступінчаста коробка передач тракторного типу;
- два багатодискових бортових фрикціони з тертям «сталь по сталі»;
- два бортових планетарних редуктори.
- стрічкові плаваючі гальма

Всі приводи керування трансмісією — механічні. При експлуатації у військах найбільшу кількість нарікань та рекламацій на адресу заводу-виробника викликали саме дефекти та вкрай ненадійна робота трансмісійної групи, особливо у перевантажених танків КВ випуску воєнного часу. Практично всі авторитетні друковані джерела визнають одним з найістотніших недоліків танків серії КВ і машин на його базі низьку загальну надійність трансмісії загалом.

### Ходова частина
Підвіска машини — індивідуальна торсіонна з внутрішньою амортизацією для кожного з 6 двосхилих опорних котків малого діаметра по кожному борту. Навпроти кожного опорного котка до бронекорпусу приварювалися обмежувачі ходу балансирів підвіски. Провідні колеса зі знімними зубчастими вінцями цівкового зачеплення розташовувалися ззаду, а лінивці — спереду. Верхня гілка гусениці підтримувалася трьома малими обгумованими підтримуючими котками по кожному борту. Механізм натягу гусениці — гвинтовий; кожна гусениця складалася з 86 — 90 одногребеневих траків шириною 700 мм і кроком 160 мм.

### Електрообладнання
Електропроводка в танку КВ-2 була однопровідною, другим проводом служив бронекорпус машини. Виняток становило коло аварійного освітлення, яке було двопровідне. джерелами електроенергії (робоча напруга 24 В) були генератор ГТ-4563А з реле-регулятором РРА-24 потужністю 1 кВт і чотири послідовно з'єднані акумуляторні батареї марки 6-СТЕ-128 загальною ємністю 256 А · год. Споживачі електроенергії включали в себе:
- електромотор повороту башти;
- зовнішнє та внутрішнє освітлення машини, прилади підсвічування прицілів і шкал вимірювальних приладів;
- зовнішній звуковий сигнал та коло сигналізації від десанту до екіпажу машини;
- Контрольно-вимірювальні прилади (амперметр та вольтметр);
- засоби зв'язку — радіостанція та танковий переговорний пристрій;
- електрика моторної групи — стартер СТ-700, пускове реле РС-371 або РС-400, тощо.

### Засоби спостереження та приціли
Загальна оглядовість танка КВ-2 ще 1940 року оцінювалася в доповідній записці Л. Мехлісу від військінженера Каліводи як вкрай незадовільна. Командир машини мав єдиний оглядовий прилад у башті — панораму ПТК. Механік-водій в бою вів спостереження через оглядовий прилад з триплексом, який захищався броньовою заслінкою. Цей оглядовий прилад встановлювався в броньованому люку-пробці на лобовій бронеплиті по поздовжній осьовій лінії машини. У спокійній обстановці цей люк-пробка міг бути висунутий вперед, забезпечуючи механіку-водію більш зручний безпосередній огляд з його робочого місця.
Для ведення вогню КВ-2 оснащувався двома гарматними прицілами — телескопічним ТОД-9 для стрільби прямою наводкою та перископічним ПТ-9 для стрільби із закритих позицій. Головка перископічного прицілу захищалася спеціальним броньовим ковпаком. Для забезпечення можливості вогню в темний час доби шкали прицілів мали прилади підсвічування. Курсовий та кормовий кулемети ДТ могли комплектуватися прицілом ПУ від снайперської гвинтівки з триразовим збільшенням.

### Засоби зв'язку
Засоби зв'язку включали в себе короткохвильову радіостанцію 71-ТК-3 та внутрішній переговорний пристрій ТПУ-4-Біс на 4 абонента. Радіостанціями оснащувалися всі випущені танки КВ-2.
Танковий переговорний пристрій ТПУ-4-Біс дозволяв вести переговори між членами екіпажу танка навіть в сильно зашумленій обстановці та підключати шоломофонну гарнітуру (навушники та ларингофони) до радіостанції для зовнішнього зв'язку.

### Озброєння
На танку КВ-2 встановлювалася 152-мм танкова гаубиця зр. 1938/40 рр. (М-10Т) танковий варіант польової гаубиці зразка 1938 року (М-10). Гаубиця М-10Т монтувалася на цапфах у башті і була повністю урівноважена, однак башта з гарматою М-10Т врівноваженою не була: її центр мас не знаходився на геометричній осі обертання. Як результат, штатний електромотор приводу повороту башти навіть при невеликому крені машини не справлявся зі своїм завданням. Гаубиця М-10Т мала вертикальні кути наведення від −3 до +18 °, при фіксованому положенні башти вона могла наводитися в невеликому секторі горизонтального наведення (т. зв. «ювелірна» наводка). Постріл проводився за допомогою ручного механічного спуску.
Боєкомплект гармати становив 36 пострілів роздільного заряджання. Постріли: (снаряди та метальні заряди в гільзах) вкладалися у башті і вздовж обох бортів бойового відділення. У порівнянні з широким асортиментом боєприпасів 152-мм гаубиці М-10 штатний боєкомплект КВ-2 був обмежений лише одним видом боєприпасів:
- осколково-фугасна сталева гаубична граната ОФ-530 масою 40 кг (маса вибухової сполуки — тротил або аммотол — від 5,47 до 6, 86 кг) і спеціальним зарядом, що одержувався з штатного заряду Ж-536 буксируємої гаубиці М-10 видаленням декількох рівноважних пучків пороху.

Однак на практиці в обстановці хаосу літа 1941 року через відчайдушне становище із забезпеченістю КВ-2 належними по штату боєприпасами застосовувалися будь-які види 152-мм гаубичних снарядів, які лише вдавалося знайти (в деяких військових округах комплектність була на рівні 10 %, у інших штатних боєприпасів для КВ-2 не було зовсім). тобто могли використовуватися як бетонобійні снаряди Г-530, так і осколкові гаубичні гранати сталистого чавуну О-530А, запальні снаряди, старі фугасні гранати, шрапнель. Стрільба на повному заряді категорично заборонялася, оскільки через великі відбій та відкат могло заклинити башту, від струсу могли постраждати вузли та агрегати моторно-трансмісійної групи. З останньої причини стрільба дозволялось лише з місця, що ще більше підвищувало вразливість танка в бою. Бронепробивність снаряда становила 72 мм сталі з відстані 1500 метрів під кутом 60 градусів.
На серійному танку КВ-2 встановлювалися три 7,62-мм кулемета ДТ: спарений із гарматою, а також курсовий та кормовий у кульових установках. Боєкомплект до всіх ДТ становив 3087 патронів. Ці кулемети монтувалися таким чином, що за необхідності їх можна було зняти з монтувань та використовувати поза танком. Також для самооборони екіпаж мав кілька ручних гранат Ф-1 і іноді забезпечувався пістолетом для стрільби сигнальними ракетами.
У початковому періоді війни КВ-2 легко знищував будь-який танк вермахту, і майже завжди безкарно, оскільки його броню не пробивали снаряди танків вермахту та польової артилерії.

## Збережені екземпляри

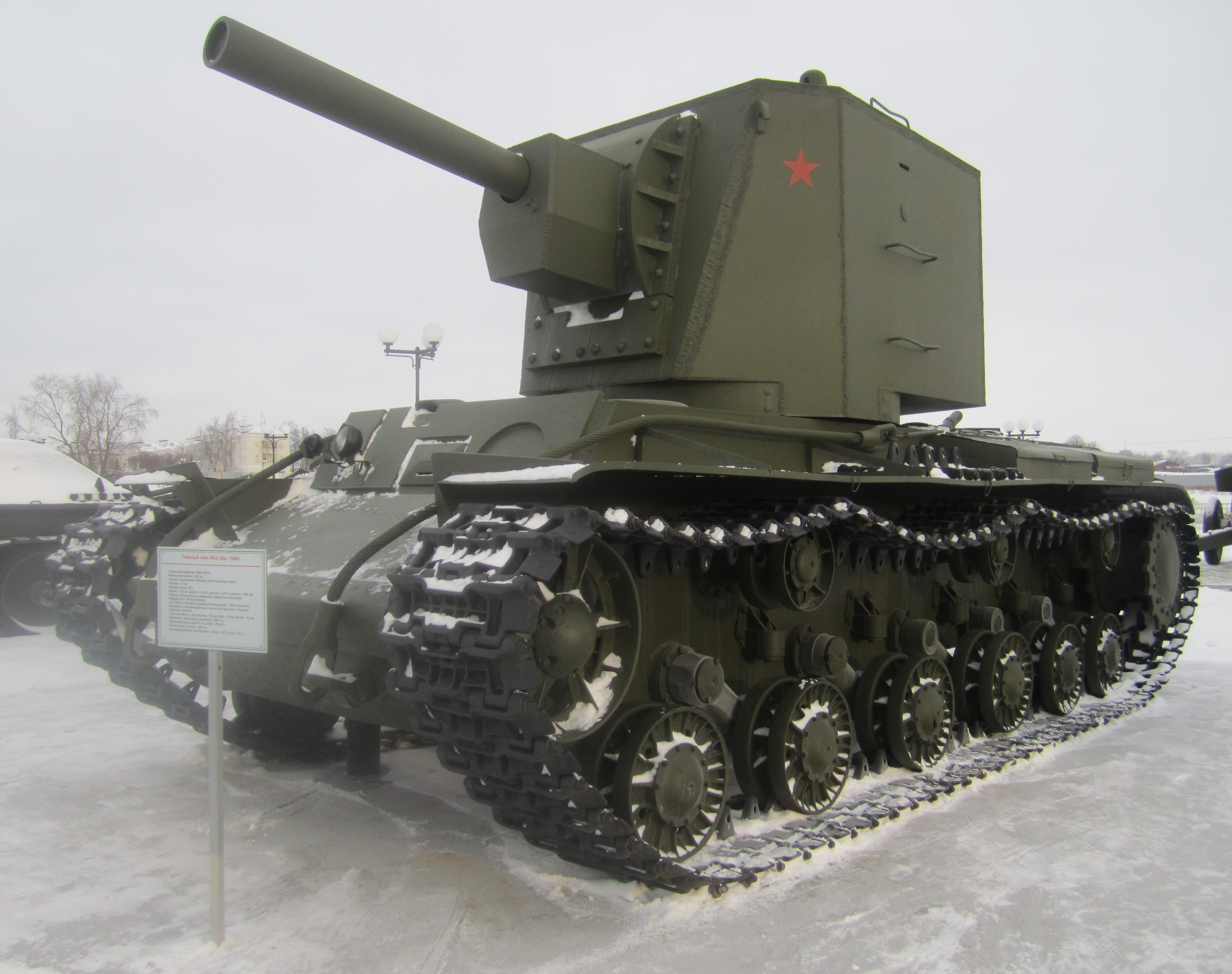
Експонат музею у Верхній Пишмі

До теперішнього часу повністю зберігся лише один екземпляр КВ-2, останнім часом експонується в Центральному музеї Збройних сил в Москві.
Танк КВ-2 раннього випуску (з «великою баштою») експонується на відкритому майданчику музею військової техніки «Бойова слава Уралу» в м. Верхня Пишма. Ця машина являє собою повнорозмірний макет з справжніми елементами (вся ходова частина, люк моторного відсіку, люк водія та деякі інші) і була виготовлена в серпні 2011 року в Москві.
Крім того, біля музею ВПС СФ смт. Сафоново Мурманської області експонується бутафорія КВ-2, виготовлена на базі танка ІС-2М для зйомок у фільмі «Танк „Клим Ворошилов-2“» 1989 року і за своїм зовнішнім виглядом дуже далека від оригіналу.

## КВ-2 в кінофільмах
- Танку присвячений х/ф Танк «Клим Ворошилов-2» режисера Ігоря Шешукова, знятий на кіностудії ім. М. Горького в 1990 році за однойменною повістю Валерія Залотухи. Для зйомок використовувався корпус танка ІС-2М з встановленим на нього макетом башти КВ-2.

## КВ-2 в комп'ютерних іграх
КВ-2 можна побачити в іграх серії Panzer General, «Друга світова», «Ground War: Tanks», «World of Tanks», «War Thunder», «Sudden Strike 3: Arms for Victory», «Бліцкриг», «У тилу ворога 2: Брати по зброї», в модифікації «Звільнення 1941-45» (Liberation mod) для Operation Flashpoint: Resistance; «Close Combat 3 The Russian Front» і його рімейку «Close Combat: Cross of Iron».
Варто відзначити, що відображення тактико-технічних характеристик бронетехніки та особливостей її застосування в бою в комп'ютерних іграх часто дуже далеко від реальності.